# Fritiofs saga (film)
Fritiofs saga är en svensk komedifilm från 1924 med regi och manus av Mikaël Söderström (under pseudonymen "Morits Tyster"). Filmen är en lundensisk karnevalsfilm och bygger löst på diktverket Frithiofs saga av Esaias Tegnér. I rollerna ses bland andra Ernst Alexandersson, Axel Möller och Nils Liedberg. Filmen parodierar flera samtida svenska filmer, i synnerhet Gösta Berlings saga.
Filmen spelades in i Lund och Bjärred och premiärvisades den 17 maj 1924 på Baldersbio i Lund.